# Thesium pawlowskianum
Thesium pawlowskianum är en sandelträdsväxtart som beskrevs av André Gilles Célestin Lawalrée. Thesium pawlowskianum ingår i släktet spindelörter, och familjen sandelträdsväxter. Inga underarter finns listade i Catalogue of Life.